# Rambo: The Video Game
Rambo: The Video Game è un videogioco di tipo sparatutto su rotaie sviluppato presso la Teyon e distribuito dalla Reef Entertainment, disponibile dal 21 febbraio 2014.
Il videogioco è basato sui personaggi e le storie dei film della saga di Rambo, ad esclusione di John Rambo del 2008 e di Rambo: Last Blood del 2019.
Il videogioco è disponibile per PlayStation 3, Xbox 360 e Microsoft Windows.

## Trama
Il videogioco riprende le trame dei primi tre film della saga e verrà impersonificato il personaggio di John Rambo.
In Rambo il protagonista torna dal fronte e si troverà ad affrontare una guerra nella cittadina di Hope, dove non vogliono reduci e vagabondi.
In Rambo 2 - La vendetta Il soldato torna in Vietnam per cercare prigionieri americani nelle terre che videro lo scontro tra le due nazioni.
In Rambo III invece Rambo sarà costretto ad un intervento in Afghanistan per liberare il suo amico, colonnello Trautman, catturato dai russi.

## Modalità di gioco
Nello sparatutto su binario si vestiranno i panni del famoso reduce John Rambo che affronterà le avversità delle prime tre pellicole. Il gameplay consiste nello scegliere le armi primarie e secondarie di Rambo e alcuni talenti ed abilità, poi si deve procedere alle missioni, dove Rambo si muoverà da solo, e il giocatore dovrà soltanto mirare e sparare, supportato da un aiuto-mira, oppure lanciare granate su nemici che continueranno ad arrivare. Spesso Rambo sarà piazzato in mezzo a una pianura o luogo allo scoperto e riceverà molti danni vista la precisione quasi perfetta dei nemici.
Inoltre il gioco presenta una grande quantità di Quick Time Event in cui il giocatore dovrà premere un tasto rapidamente per procedere, integrato con un sistema di ricarica che se premuto al tempo giusto farà ricaricare l'arma con doppie munizioni, in maniera simile a Gears of War.
Il gioco offre la possibilità di entrare in modalità "rabbia", dove Rambo rallenta il tempo e riguadagna salute per ogni uccisione. Sono presenti inoltre sezioni stealth in cui Rambo usa QTE per evitare dei riflettori.
La battaglia finale è una sezione con nemici in grandi quantità

### Ambientazioni
Le azioni del videogioco si svolgono nelle stesse ambientazioni dei tre film, tra cui la cittadina di Hope, le foreste del Vietnam ed il paesaggio afgano.

### Doppiaggio
All'interno del videogioco le voci dei protagonisti sono le originali prese dalle pellicole.

## Distribuzione
Il primo trailer del videogame esce sul canale ufficiale di YouTube della Reef Entertainment il 10 luglio 2013, annunciando il videogioco in uscita per l'inverno dello stesso anno, ma successivamente viene rinviato al 21 febbraio del 2014.
La copertina del videogioco ritrae Sylvester Stallone nei panni del personaggio John Rambo.

## Accoglienza
Il videogioco ha ricevuto critiche molto negative, venendo etichettato come uno dei peggiori videogiochi dell'anno. GameRankings e Metacritic hanno valutato la versione Xbox 360 rispettivamente con un punteggio di 40% e 28/100, la versione PC con 32.93% e 34/100 e la versione per PlayStation 3 con 22,50% e 23/100. WatchMojo.com lo ha classificato come il peggior videogioco del 2014.